# 克莉絲汀·愛麗絲
克莉斯汀·愛麗絲（英語：Christine Elise，1965年2月12日—），出生於美国波士顿，為美国電影、電視劇演員。